# Aljaksandr Hleb
Aljaksandr Paŭlavič Hleb (in bielorusso Аляксандр Паўлавіч Глеб?; alʲaˈksandar ɣlʲeb; Minsk, 1º maggio 1981) è un ex calciatore bielorusso, di ruolo centrocampista.

## Biografia
Nasce nel 1981 a Minsk da madre operaia e padre autista di camion cisterna contenenti petrolio. Il padre fu esposto alle radiazioni nucleari legate all'incidente di Černobyl', in Ucraina, dove si era recato come volontario dopo il disastro del 1986, che ne causarono la morte. Suo fratello minore, Vjačaslaŭ Hleb, è stato anch'egli un calciatore professionista.

## Caratteristiche tecniche
Nel 2001 è stato inserito nella lista dei migliori calciatori stilata da Don Balón.

## Carriera
Dopo aver praticato nuoto e ginnastica, inizia a praticare il calcio sui campi della scuola calcio della Dinamo Minsk e a 17 anni, nel 1998, è messo sotto contratto dal BATE di Borisov, con cui vince il campionato bielorusso del 1999, mettendosi in luce come uno dei giovani più promettenti.
Nel 2000 il giovane Hleb passa per 150.000 euro allo Stoccarda, debuttando il 5 settembre 2000 in Bundesliga contro il Kaiserslautern. Nella prima stagione in Germania gioca prevalentemente come riserva, ma in quelle successive riesce ad imporsi nella squadra, ottenendo un posto da titolare.
Il 28 giugno 2005 è acquistato dall'Arsenal per 11,2 milioni di sterline (pari a circa 15 milioni di euro), stipulando un contratto quadriennale. Durante il campionato il tecnico Arsène Wenger lo utilizza in vari ruoli di centrocampo, ma viene rimpiazzato da Fredrik Ljungberg o da Robert Pirès. Segna il suo primo gol alla sua prima presenza con i Gunners dopo che erano passati due minuti dall'inizio della partita.
Il 21 agosto 2005 fa il suo esordio in Premier League nel derby contro il Chelsea. Durante una partita con la nazionale bielorussa subisce un infortunio al ginocchio, che lo costringe a stare lontano dal campo per diversi mesi. Ritorna a vestire la maglia dell'Arsenal il 7 dicembre, giocando circa 60 minuti contro l'Ajax nella fase a gironi della Champions League.
Nel 2006 Hleb, guarito dall'infortunio, viene inserito stabilmente in prima squadra. Gioca anche gli ottavi di finale di Champions League contro il Real Madrid. Diventa così a 27 anni uno dei punti di forza dell'Arsenal di Wenger, che nel 2008 giunge ai quarti di finale di Champions League.
Il 16 luglio 2008 il sito ufficiale del Barcellona comunica la notizia ufficiale del suo passaggio dall'Arsenal al club spagnolo per 15 milioni di euro (più 2 milioni per ogni trofeo vinto con la nuova squadra e una clausola rescissoria di 90 milioni di euro); il giocatore firma un contratto quadriennale che lo lega al Barcellona fino al 2012.
Il 27 luglio 2009 è inizialmente inserito nella trattativa che porta Zlatan Ibrahimović dall'Inter al club blaugrana; tuttavia per volontà del giocatore stesso il trasferimento non si è alla fine concretizzato.
Il 30 luglio 2009 lo Stoccarda comunica sul proprio sito di aver acquisito il calciatore in prestito per un anno. Nel club tedesco Hleb si assicura una maglia da titolare sulla fascia destra, ma nonostante ciò il giocatore dichiara di volersene andare a fine stagione. Il 31 agosto 2010 si trasferisce in prestito al Birmingham City.
Alla fine della stagione 2010-2011 torna al Barcellona, ma non viene più considerato parte del progetto e viene quindi messo fuori rosa. Il 31 agosto 2011 passa, di nuovo in prestito, al club tedesco del Wolfsburg in sostituzione di Diego, trasferitosi all'Atlético Madrid. Il 13 dicembre dello stesso anno, con una nota sul sito ufficiale della squadra tedesca, il giocatore fa ancora ritorno al Barcellona dopo i ripetuti problemi fisici, ma alla fine di gennaio 2012 rescinde il contratto con i catalani, rimanendo svincolato.
Il 17 febbraio 2012 viene ingaggiato a titolo definitivo dalla squadra russa del Kryl'ja Sovetov Samara.
Il 27 luglio 2012 Hleb torna al BATE. Dopo un biennio in Turchia con alterne fortune, l'8 agosto 2015 firma per la terza volta un contratto col Futbol'ny Klub BATĖ .
Il 23 marzo 2018 ritorna per la quinta volta a giocare tra le file bielorusse del Futbol'ny Klub BATĖ. Nel 2019 si accasa per un breve periodo al club bielorusso Futbol'ny Klub Islač Minskaha Raëna.

## Statistiche

### Presenze e reti nei club
Statistiche aggiornate al 1º dicembre 2019.
| Stagione               | Squadra                | Campionato             | Campionato | Campionato | Coppe nazionali | Coppe nazionali | Coppe nazionali | Coppe continentali | Coppe continentali | Coppe continentali | Altre coppe | Altre coppe | Altre coppe | Totale | Totale |
| Stagione               | Squadra                | Comp                   | Pres       | Reti       | Comp            | Pres            | Reti            | Comp               | Pres               | Reti               | Comp        | Pres        | Reti        | Pres   | Reti   |
| ---------------------- | ---------------------- | ---------------------- | ---------- | ---------- | --------------- | --------------- | --------------- | ------------------ | ------------------ | ------------------ | ----------- | ----------- | ----------- | ------ | ------ |
| 1999                   | BATĖ Borisov           | VL                     | 13         | 1          | KB              | 1               | 0               | -                  | -                  | -                  | -           | -           | -           | 14     | 1      |
| 2000                   | BATĖ Borisov           | VL                     | 12         | 3          | KB              | 0               | 0               | CU                 | 0                  | 0                  | -           | -           | -           | 12     | 3      |
| 2000-2001              | Stoccarda              | BL                     | 6          | 0          | CG              | 2               | 0               | CU                 | 1                  | 0                  | -           | -           | -           | 9      | 0      |
| 2001-2002              | Stoccarda              | BL                     | 32         | 2          | CG              | 3               | 0               | -                  | -                  | -                  | -           | -           | -           | 35     | 2      |
| 2002-2003              | Stoccarda              | BL                     | 34         | 4          | CG              | 2               | 1               | Int+CU             | 2+8                | 0+3                | -           | -           | -           | 46     | 8      |
| 2003-2004              | Stoccarda              | BL                     | 31         | 5          | CG              | 1               | 0               | UCL                | 8                  | 0                  | CdL         | 1           | 0           | 41     | 5      |
| 2004-2005              | Stoccarda              | BL                     | 34         | 2          | CG              | 3               | 2               | CU                 | 8                  | 0                  | CdL         | 2           | 0           | 47     | 4      |
| 2005-2006              | Arsenal                | PL                     | 25         | 3          | FACup+CdL       | 1+3             | 0               | UCL                | 10                 | 0                  | CS          | 1           | 0           | 40     | 3      |
| 2006-2007              | Arsenal                | PL                     | 33         | 2          | FACup+CdL       | 3+2             | 0               | UCL                | 10                 | 1                  | -           | -           | -           | 48     | 3      |
| 2007-2008              | Arsenal                | PL                     | 31         | 2          | FACup+CdL       | 2+1             | 0               | UCL                | 8                  | 2                  | -           | -           | -           | 42     | 4      |
| Totale Arsenal         | Totale Arsenal         | Totale Arsenal         | 89         | 7          |                 | 12              | 0               |                    | 28                 | 3                  |             | 1           | 0           | 130    | 10     |
| 2008-2009              | Barcellona             | PD                     | 19         | 0          | CR              | 8               | 0               | UCL                | 9                  | 0                  | -           | -           | -           | 36     | 0      |
| 2009-2010              | Stoccarda              | BL                     | 27         | 0          | CG              | 1               | 0               | UCL                | 8                  | 1                  | -           | -           | -           | 36     | 1      |
| Totale Stoccarda       | Totale Stoccarda       | Totale Stoccarda       | 164        | 13         |                 | 12              | 3               |                    | 35                 | 4                  |             | 3           | 0           | 214    | 20     |
| 2010-2011              | Birmingham City        | PL                     | 19         | 1          | FACup+CdL       | 3+2             | 0+1             | -                  | -                  | -                  | -           | -           | -           | 24     | 2      |
| 2011-gen. 2012         | Wolfsburg              | BL                     | 4          | 1          | CG              | 0               | 0               | -                  | -                  | -                  | -           | -           | -           | 4      | 1      |
| feb.-giu. 2012         | Kryl'ja Sovetov Samara | PL                     | 8          | 0          | KR              | -               | -               | -                  | -                  | -                  | -           | -           | -           | 8      | 0      |
| 2012                   | BATĖ Borisov           | VL                     | 22+7       | 3          | KB              | 0               | 0               | UCL+UEL            | 10+2               | 0                  | SB          | -           | -           | 41     | 3      |
| 2013                   | BATĖ Borisov           | VL                     | 0          | 0          | KB              | 0               | 0               | UCL                | 2                  | 0                  | SB          | -           | -           | 2      | 0      |
| gen.-giu. 2014         | Konyaspor              | SL                     | 16         | 2          | TK              | -               | -               | -                  | -                  | -                  | -           | -           | -           | 16     | 2      |
| 2014-gen. 2015         | Konyaspor              | SL                     | 14         | 0          | TK              | 1               | 0               | -                  | -                  | -                  | -           | -           | -           | 15     | 0      |
| Totale Konyaspor       | Totale Konyaspor       | Totale Konyaspor       | 30         | 2          |                 | 1               | 0               |                    | -                  | -                  |             | -           | -           | 31     | 2      |
| gen.-giu. 2015         | Gençlerbirliği         | SL                     | 15         | 2          | TK              | 4               | 0               | -                  | -                  | -                  | -           | -           | -           | 19     | 2      |
| 2015                   | BATE Borisov           | VL                     | 4          | 0          | KB              | 1               | 0               | UCL                | 7                  | 0                  | SB          | -           | -           | 12     | 0      |
| gen.-giu. 2016         | Gençlerbirliği         | SL                     | 12         | 0          | TK              | 0               | 0               | -                  | -                  | -                  | -           | -           | -           | 12     | 0      |
| Totale Gençlerbirliği  | Totale Gençlerbirliği  | Totale Gençlerbirliği  | 27         | 2          |                 | 4               | 0               |                    | -                  | -                  |             | -           | -           | 31     | 2      |
| 2016                   | BATĖ Borisov           | VL                     | 6          | 0          | KB              | 0               | 0               | UCL+UEL            | 2+1                | 0                  | SB          | -           | -           | 9      | 0      |
| gen.-giu. 2017         | Kryl'ja Sovetov Samara | PL                     | 7          | 0          | KR              | -               | -               | -                  | -                  | -                  | -           | -           | -           | 7      | 0      |
| Totale Kryl'ja Sovetov | Totale Kryl'ja Sovetov | Totale Kryl'ja Sovetov | 15         | 0          |                 | -               | -               |                    | -                  | -                  |             | -           | -           | 15     | 0      |
| 2018                   | BATĖ Borisov           | VL                     | 15         | 0          | KB              | 3               | 0               | UCL+UEL            | 5+6                | 1+0                | SB          | -           | -           | 29     | 1      |
| gen.-giu. 2019         | BATĖ Borisov           | VL                     | 1          | 0          | KB              | 1               | 0               | UCL+UEL            | -                  | -                  | SB          | 1           | 0           | 3      | 0      |
| Totale BATE            | Totale BATE            | Totale BATE            | 80         | 7          |                 | 6               | 0               |                    | 35                 | 1                  |             | 1           | 0           | 121    | 8      |
| ago.-dic. 2019         | Islač                  | VL                     | 13         | 0          | KB              | 0               | 0               | -                  | -                  | -                  | -           | -           | -           | 13     | 0      |
| Totale carriera        | Totale carriera        | Totale carriera        | 466        | 33         |                 | 48              | 4               |                    | 107                | 8                  |             | 5           | 0           | 619    | 45     |

### Cronologia presenze e reti in nazionale
| Cronologia completa delle presenze e delle reti in nazionale ― Bielorussia | Cronologia completa delle presenze e delle reti in nazionale ― Bielorussia | Cronologia completa delle presenze e delle reti in nazionale ― Bielorussia | Cronologia completa delle presenze e delle reti in nazionale ― Bielorussia | Cronologia completa delle presenze e delle reti in nazionale ― Bielorussia | Cronologia completa delle presenze e delle reti in nazionale ― Bielorussia | Cronologia completa delle presenze e delle reti in nazionale ― Bielorussia | Cronologia completa delle presenze e delle reti in nazionale ― Bielorussia |
| Data                                                                       | Città                                                                      | In casa                                                                    | Risultato                                                                  | Ospiti                                                                     | Competizione                                                               | Reti                                                                       | Note                                                                       |
| -------------------------------------------------------------------------- | -------------------------------------------------------------------------- | -------------------------------------------------------------------------- | -------------------------------------------------------------------------- | -------------------------------------------------------------------------- | -------------------------------------------------------------------------- | -------------------------------------------------------------------------- | -------------------------------------------------------------------------- |
| 6-10-2001                                                                  | Cardiff                                                                    | Galles                                                                     | 1 – 0                                                                      | Bielorussia                                                                | Qual. Mondiali 2002                                                        | -                                                                          | 67’                                                                        |
| 17-4-2002                                                                  | Debrecen                                                                   | Ungheria                                                                   | 2 – 5                                                                      | Bielorussia                                                                | Amichevole                                                                 | 1                                                                          | 66’                                                                        |
| 17-5-2002                                                                  | Mosca                                                                      | Russia                                                                     | 1 – 1 dts (5 – 6 dtr)                                                      | Bielorussia                                                                | Amichevole                                                                 | -                                                                          |                                                                            |
| 19-5-2002                                                                  | Mosca                                                                      | Ucraina                                                                    | 0 – 2                                                                      | Bielorussia                                                                | Amichevole                                                                 | 1                                                                          | 88’                                                                        |
| 21-8-2002                                                                  | Riga                                                                       | Lettonia                                                                   | 2 – 4                                                                      | Bielorussia                                                                | Amichevole                                                                 | -                                                                          | 88’                                                                        |
| 7-9-2002                                                                   | Eindhoven                                                                  | Paesi Bassi                                                                | 3 – 0                                                                      | Bielorussia                                                                | Qual. Euro 2004                                                            | -                                                                          |                                                                            |
| 12-10-2002                                                                 | Minsk                                                                      | Bielorussia                                                                | 0 – 2                                                                      | Austria                                                                    | Qual. Euro 2004                                                            | -                                                                          |                                                                            |
| 16-10-2002                                                                 | Teplice                                                                    | Rep. Ceca                                                                  | 2 – 0                                                                      | Bielorussia                                                                | Qual. Euro 2004                                                            | -                                                                          | 69’                                                                        |
| 29-3-2003                                                                  | Minsk                                                                      | Bielorussia                                                                | 2 – 1                                                                      | Moldavia                                                                   | Qual. Euro 2004                                                            | -                                                                          | 80’                                                                        |
| 7-6-2003                                                                   | Minsk                                                                      | Bielorussia                                                                | 0 – 2                                                                      | Paesi Bassi                                                                | Qual. Euro 2004                                                            | -                                                                          | 51’                                                                        |
| 6-9-2003                                                                   | Minsk                                                                      | Bielorussia                                                                | 1 – 3                                                                      | Rep. Ceca                                                                  | Qual. Euro 2004                                                            | -                                                                          | 56’ 79’                                                                    |
| 18-2-2004                                                                  | Achna                                                                      | Cipro                                                                      | 0 – 2                                                                      | Bielorussia                                                                | Amichevole                                                                 | -                                                                          |                                                                            |
| 18-8-2004                                                                  | Istanbul                                                                   | Turchia                                                                    | 1 – 2                                                                      | Bielorussia                                                                | Amichevole                                                                 | -                                                                          |                                                                            |
| 9-2-2005                                                                   | Grodzisk Wielkopolski                                                      | Polonia                                                                    | 1 – 3                                                                      | Bielorussia                                                                | Amichevole                                                                 | 1                                                                          |                                                                            |
| 30-3-2005                                                                  | Celje                                                                      | Slovenia                                                                   | 1 – 1                                                                      | Bielorussia                                                                | Qual. Mondiali 2006                                                        | -                                                                          | 90+3’                                                                      |
| 4-6-2005                                                                   | Minsk                                                                      | Bielorussia                                                                | 1 – 1                                                                      | Slovenia                                                                   | Qual. Mondiali 2006                                                        | -                                                                          |                                                                            |
| 8-6-2005                                                                   | Minsk                                                                      | Bielorussia                                                                | 0 – 0                                                                      | Scozia                                                                     | Qual. Mondiali 2006                                                        | -                                                                          |                                                                            |
| 17-8-2005                                                                  | Vilnius                                                                    | Lituania                                                                   | 1 – 0                                                                      | Bielorussia                                                                | Amichevole                                                                 | -                                                                          |                                                                            |
| 3-9-2005                                                                   | Chișinău                                                                   | Moldavia                                                                   | 2 – 0                                                                      | Bielorussia                                                                | Qual. Mondiali 2006                                                        | -                                                                          |                                                                            |
| 7-9-2005                                                                   | Minsk                                                                      | Bielorussia                                                                | 1 – 4                                                                      | Italia                                                                     | Qual. Mondiali 2006                                                        | -                                                                          |                                                                            |
| 8-10-2005                                                                  | Glasgow                                                                    | Scozia                                                                     | 0 – 1                                                                      | Bielorussia                                                                | Qual. Mondiali 2006                                                        | -                                                                          |                                                                            |
| 28-2-2006                                                                  | Limassol                                                                   | Grecia                                                                     | 1 – 0                                                                      | Bielorussia                                                                | Amichevole                                                                 | -                                                                          |                                                                            |
| 16-8-2006                                                                  | Minsk                                                                      | Bielorussia                                                                | 3 – 0                                                                      | Andorra                                                                    | Amichevole                                                                 | 1                                                                          | 46’                                                                        |
| 2-9-2006                                                                   | Minsk                                                                      | Bielorussia                                                                | 2 – 2                                                                      | Albania                                                                    | Qual. Euro 2008                                                            | -                                                                          |                                                                            |
| 6-9-2006                                                                   | Eindhoven                                                                  | Paesi Bassi                                                                | 3 – 0                                                                      | Bielorussia                                                                | Qual. Euro 2008                                                            | -                                                                          |                                                                            |
| 7-10-2006                                                                  | Bucarest                                                                   | Romania                                                                    | 3 – 1                                                                      | Bielorussia                                                                | Qual. Euro 2008                                                            | -                                                                          |                                                                            |
| 11-10-2006                                                                 | Borisov                                                                    | Bielorussia                                                                | 4 – 2                                                                      | Slovenia                                                                   | Qual. Euro 2008                                                            | -                                                                          | 69’                                                                        |
| 15-11-2006                                                                 | Tallinn                                                                    | Estonia                                                                    | 2 – 1                                                                      | Bielorussia                                                                | Amichevole                                                                 | -                                                                          | Cap. 29’                                                                   |
| 24-3-2007                                                                  | Lussemburgo                                                                | Lussemburgo                                                                | 1 – 2                                                                      | Bielorussia                                                                | Qual. Euro 2008                                                            | -                                                                          |                                                                            |
| 2-6-2007                                                                   | Minsk                                                                      | Bielorussia                                                                | 0 – 2                                                                      | Bulgaria                                                                   | Qual. Euro 2008                                                            | -                                                                          |                                                                            |
| 6-6-2007                                                                   | Sofia                                                                      | Bulgaria                                                                   | 2 – 1                                                                      | Bielorussia                                                                | Qual. Euro 2008                                                            | -                                                                          |                                                                            |
| 22-8-2007                                                                  | Minsk                                                                      | Bielorussia                                                                | 2 – 1                                                                      | Israele                                                                    | Amichevole                                                                 | -                                                                          | Cap. 83’                                                                   |
| 8-9-2007                                                                   | Minsk                                                                      | Bielorussia                                                                | 1 – 3                                                                      | Romania                                                                    | Qual. Euro 2008                                                            | -                                                                          | Cap.                                                                       |
| 12-9-2007                                                                  | Celje                                                                      | Slovenia                                                                   | 1 – 0                                                                      | Bielorussia                                                                | Qual. Euro 2008                                                            | -                                                                          | Cap.                                                                       |
| 13-10-2007                                                                 | Minsk                                                                      | Bielorussia                                                                | 0 – 1                                                                      | Lussemburgo                                                                | Qual. Euro 2008                                                            | -                                                                          | Cap.                                                                       |
| 17-10-2007                                                                 | Ramat Gan                                                                  | Israele                                                                    | 2 – 1                                                                      | Bielorussia                                                                | Amichevole                                                                 | -                                                                          | Cap. 69’                                                                   |
| 17-11-2007                                                                 | Tirana                                                                     | Albania                                                                    | 2 – 4                                                                      | Bielorussia                                                                | Qual. Euro 2008                                                            | -                                                                          | Cap.                                                                       |
| 21-11-2007                                                                 | Minsk                                                                      | Bielorussia                                                                | 2 – 1                                                                      | Paesi Bassi                                                                | Qual. Euro 2008                                                            | -                                                                          | Cap. 46’                                                                   |
| 6-2-2008                                                                   | Ta' Qali                                                                   | Malta                                                                      | 0 – 1                                                                      | Bielorussia                                                                | Amichevole                                                                 | -                                                                          | Cap.                                                                       |
| 26-3-2008                                                                  | Minsk                                                                      | Bielorussia                                                                | 2 – 2                                                                      | Turchia                                                                    | Amichevole                                                                 | -                                                                          | Cap.                                                                       |
| 27-5-2008                                                                  | Kaiserslautern                                                             | Germania                                                                   | 2 – 2                                                                      | Bielorussia                                                                | Amichevole                                                                 | -                                                                          | Cap.                                                                       |
| 20-8-2008                                                                  | Minsk                                                                      | Bielorussia                                                                | 0 – 0                                                                      | Argentina                                                                  | Amichevole                                                                 | -                                                                          | Cap.                                                                       |
| 6-9-2008                                                                   | Leopoli                                                                    | Ucraina                                                                    | 1 – 0                                                                      | Bielorussia                                                                | Qual. Mondiali 2010                                                        | -                                                                          | Cap.                                                                       |
| 10-9-2008                                                                  | Andorra la Vella                                                           | Andorra                                                                    | 1 – 3                                                                      | Bielorussia                                                                | Qual. Mondiali 2010                                                        | 1                                                                          | Cap. 59’                                                                   |
| 19-11-2008                                                                 | Strovolos                                                                  | Cipro                                                                      | 2 – 1                                                                      | Bielorussia                                                                | Amichevole                                                                 | -                                                                          | Cap.                                                                       |
| 1-4-2009                                                                   | Almaty                                                                     | Kazakistan                                                                 | 1 – 5                                                                      | Bielorussia                                                                | Qual. Mondiali 2010                                                        | 1                                                                          | Cap.                                                                       |
| 6-6-2009                                                                   | Hrodna                                                                     | Bielorussia                                                                | 5 – 1                                                                      | Andorra                                                                    | Qual. Mondiali 2010                                                        | -                                                                          | Cap.                                                                       |
| 10-6-2009                                                                  | Borisov                                                                    | Bielorussia                                                                | 2 – 2                                                                      | Moldavia                                                                   | Amichevole                                                                 | -                                                                          | Cap.                                                                       |
| 12-8-2009                                                                  | Minsk                                                                      | Bielorussia                                                                | 1 – 3                                                                      | Croazia                                                                    | Qual. Mondiali 2010                                                        | -                                                                          | cap.                                                                       |
| 9-9-2009                                                                   | Minsk                                                                      | Bielorussia                                                                | 0 – 0                                                                      | Ucraina                                                                    | Qual. Mondiali 2010                                                        | -                                                                          | cap.                                                                       |
| 3-3-2010                                                                   | Adalia                                                                     | Armenia                                                                    | 1 – 3                                                                      | Bielorussia                                                                | Amichevole                                                                 | 1                                                                          | 87’                                                                        |
| 2-6-2010                                                                   | Minsk                                                                      | Bielorussia                                                                | 0 – 1                                                                      | Svezia                                                                     | Amichevole                                                                 | -                                                                          | 46’                                                                        |
| 11-8-2010                                                                  | Kaunas                                                                     | Lituania                                                                   | 0 – 2                                                                      | Bielorussia                                                                | Amichevole                                                                 | -                                                                          | 46’                                                                        |
| 3-9-2010                                                                   | Saint-Denis                                                                | Francia                                                                    | 0 – 1                                                                      | Bielorussia                                                                | Qual. Euro 2012                                                            | -                                                                          |                                                                            |
| 7-9-2010                                                                   | Minsk                                                                      | Bielorussia                                                                | 0 – 0                                                                      | Romania                                                                    | Qual. Euro 2012                                                            | -                                                                          | 73’                                                                        |
| 9-2-2011                                                                   | Adalia                                                                     | Bielorussia                                                                | 1 – 1                                                                      | Kazakistan                                                                 | Amichevole                                                                 | -                                                                          | 90+6’                                                                      |
| 12-10-2012                                                                 | Minsk                                                                      | Bielorussia                                                                | 0 – 4                                                                      | Spagna                                                                     | Qual. Mondiali 2014                                                        | -                                                                          |                                                                            |
| 16-10-2012                                                                 | Minsk                                                                      | Bielorussia                                                                | 2 – 0                                                                      | Georgia                                                                    | Qual. Mondiali 2014                                                        | -                                                                          | 90’                                                                        |
| 3-6-2013                                                                   | Tallinn                                                                    | Estonia                                                                    | 0 – 2                                                                      | Bielorussia                                                                | Amichevole                                                                 | -                                                                          | 72’                                                                        |
| 7-6-2013                                                                   | Helsinki                                                                   | Finlandia                                                                  | 1 – 0                                                                      | Bielorussia                                                                | Qual. Mondiali 2014                                                        | -                                                                          |                                                                            |
| 11-6-2013                                                                  | Homel'                                                                     | Bielorussia                                                                | 1 – 1                                                                      | Finlandia                                                                  | Qual. Mondiali 2014                                                        | -                                                                          |                                                                            |
| 14-8-2013                                                                  | Žodzina                                                                    | Bielorussia                                                                | 1 – 1                                                                      | Montenegro                                                                 | Amichevole                                                                 | -                                                                          | 56’                                                                        |
| 6-9-2013                                                                   | Borisov                                                                    | Bielorussia                                                                | 3 – 1                                                                      | Kirghizistan                                                               | Amichevole                                                                 | -                                                                          | 46’                                                                        |
| 10-9-2013                                                                  | Homel'                                                                     | Bielorussia                                                                | 2 – 4                                                                      | Francia                                                                    | Qual. Mondiali 2014                                                        | -                                                                          | 79’                                                                        |
| 19-11-2013                                                                 | Mersin                                                                     | Turchia                                                                    | 2 – 1                                                                      | Bielorussia                                                                | Amichevole                                                                 | -                                                                          |                                                                            |
| 5-3-2014                                                                   | Sofia                                                                      | Bulgaria                                                                   | 2 – 1                                                                      | Bielorussia                                                                | Amichevole                                                                 | -                                                                          | 46’                                                                        |
| 4-9-2014                                                                   | Borisov                                                                    | Bielorussia                                                                | 6 – 1                                                                      | Tagikistan                                                                 | Amichevole                                                                 | -                                                                          | 46’                                                                        |
| 27-3-2015                                                                  | Skopje                                                                     | Macedonia                                                                  | 1 – 2                                                                      | Bielorussia                                                                | Qual. Euro 2016                                                            | -                                                                          | 87’                                                                        |
| 7-6-2015                                                                   | Mosca                                                                      | Russia                                                                     | 4 – 2                                                                      | Bielorussia                                                                | Amichevole                                                                 | -                                                                          |                                                                            |
| 14-6-2015                                                                  | Borisov                                                                    | Bielorussia                                                                | 0 – 1                                                                      | Spagna                                                                     | Qual. Euro 2016                                                            | -                                                                          | 89’                                                                        |
| 5-9-2015                                                                   | Leopoli                                                                    | Ucraina                                                                    | 3 – 1                                                                      | Bielorussia                                                                | Qual. Euro 2016                                                            | -                                                                          | 86’                                                                        |
| 8-9-2015                                                                   | Borisov                                                                    | Bielorussia                                                                | 2 – 0                                                                      | Lussemburgo                                                                | Qual. Euro 2016                                                            | -                                                                          | 58’                                                                        |
| 27-5-2016                                                                  | Belfast                                                                    | Irlanda del Nord                                                           | 3 – 0                                                                      | Bielorussia                                                                | Amichevole                                                                 | -                                                                          | 60’                                                                        |
| 31-5-2016                                                                  | Cork                                                                       | Irlanda                                                                    | 1 – 2                                                                      | Bielorussia                                                                | Amichevole                                                                 | -                                                                          | 90+1’                                                                      |
| 7-10-2016                                                                  | Rotterdam                                                                  | Paesi Bassi                                                                | 4 – 1                                                                      | Bielorussia                                                                | Qual. Mondiali 2018                                                        | -                                                                          | 46’                                                                        |
| 10-10-2016                                                                 | Barysaŭ                                                                    | Bielorussia                                                                | 1 – 1                                                                      | Lussemburgo                                                                | Qual. Mondiali 2018                                                        | -                                                                          |                                                                            |
| 9-11-2016                                                                  | Atene                                                                      | Grecia                                                                     | 0 – 1                                                                      | Bielorussia                                                                | Amichevole                                                                 | -                                                                          | 57’                                                                        |
| 13-11-2016                                                                 | Sofia                                                                      | Bulgaria                                                                   | 1 – 0                                                                      | Bielorussia                                                                | Qual. Mondiali 2018                                                        | -                                                                          | 21’, 90+1’                                                                 |
| 15-11-2018                                                                 | Lussemburgo                                                                | Lussemburgo                                                                | 0 – 2                                                                      | Bielorussia                                                                | UEFA Nations League 2018-2019 - 1º turno                                   | -                                                                          | 74’                                                                        |
| 18-11-2018                                                                 | Serravalle                                                                 | San Marino                                                                 | 0 – 2                                                                      | Bielorussia                                                                | UEFA Nations League 2018-2019 - 1º turno                                   | -                                                                          | 69’                                                                        |
| 24-3-2019                                                                  | Belfast                                                                    | Irlanda del Nord                                                           | 2 – 1                                                                      | Bielorussia                                                                | Qual. Euro 2020                                                            | -                                                                          | 66’                                                                        |
| Totale                                                                     |                                                                            | Presenze (2º posto)                                                        | 81                                                                         |                                                                            | Reti                                                                       | 7                                                                          |                                                                            |

## Palmarès

### Club

#### Competizioni nazionali
- Campionato bielorusso: 6

BATE Borisov: 1999, 2012, 2013, 2015, 2016, 2018
- Coppa di Spagna: 1

Barcellona: 2008-2009
- Campionato spagnolo: 1

Barcelona: 2008-2009
- Coppa di Lega inglese: 1

Birmingham City: 2010-2011
- Supercoppa di Bielorussia: 1

BATE Borisov: 2013

#### Competizioni internazionali
- Coppa Intertoto UEFA: 1

Stoccarda: 2002
- UEFA Champions League: 1

Barcellona: 2008-2009

### Individuale
- Calciatore bielorusso dell'anno: 6

2002, 2003, 2005, 2006, 2007, 2008